# Sebastião de São Pedro
Sebastião de São Pedro, O.S.A. (? - Goa Velha, 1629), foi um prelado português.

## Biografia
D. Frei Sebastião de São Pedro foi o primeiro bispo de São Tomé de Meliapor, exercendo aquela prelazia entre 1606 e 1615. Depois, foi nomeado bispo de Cochim, ficando ali entre 1615 e 1625, quando foi elevado a arcebispo de Goa e Primaz do Oriente, cargo que exerceu até a morte. Em 1614, escreveu a obra Recopilação das causas, porque o Imperador de Japão desterrou de seus Reinos todos os Padres, onde critica a atuação dos jesuítas no Japão.